# Josefa Contijoch
Josefa Contijoch Pratdesaba (Manlleu, Barcelona, 20 de enero de 1940) es una escritora española en lengua catalana.
Es hija de una familia de impresores y libreros. Estudió comercio e idiomas en las Hermanas Carmelitas de Manlleu. Después estudió filología en la Universidad de Barcelona. Desde el año de su creación (1992, por iniciativa de Montserrat Abelló y Maria-Mercè Marçal) forma parte del Comité de Escritores del Centro Catalán del PEN Club; y fue del equipo fundador del colectivo QUARK POESIA de la UAB.
Sus primeras obras de poesía son de los años 60 y las escribió en castellano. Unos años más tarde que comenzó a publicar en catalán: Quadern de vacances (una lectura d'El segon sexe) (1983; Premio Miquel Martí i Pol de poesía de CC. OO. en 1981), Ales intactes (1996; Premio de Poesía Salvador Espriu 1994), Les lentes il·lusions (2001; Premio Màrius Torres 2000) y Congesta (2007). También cultiva la narrativa. Así también, ha escrito novelas como Potala (1986), La dona liquada (1990), Els dies infinits (2001); y de narrativa infantil. También escribió acerca de los géneros de la crítica literaria y del ensayo, con los libros Les vacants (2005), y es traductora del francés.

## Obras

### Poesía
En castellano
- De la soledad primera (Barcelona: Editorial Trimer, 43 pp. 1964)

- Aquello que he visto (Madrid: Ediciones Alorca, 51 pp. 1965)

- Tombstone blues (Manlleu: edición mimeografiada, 1967)

En catalán
- La corda de l'arpa i el coll de l'artista, premio Marisa Picó d'Alcoi, 1972. Permaneció inédito hasta su recreación, refundición y publicación en el volumen Ales intactes, de 1996

- Orient/Express, accedió al premio Ciutat de Tarragona, 1980. Permaneció inédito hasta su recreación, refundición y publicación en el volumen Ales intactes, de 1996

- Quadern de vacances (una lectura d'El segon sexe) (Barcelona: Amarantos, 1983)

- Tractat de somnis, accedió al premio de poesía Miquel Martí y Pol de Roda de Ter, 1989. Permaneció inédito hasta su recreación, refundición y publicación en el volumen Ales intactes, de 1996

- Ales intactes (Barcelona: Columna, 1996)

- Les lentes il·lusions (Barcelona: Edicions 62, 64 pp. ISBN 8429748261, ISBN 9788429748260 2001)

- Congesta (Barcelona: Edicions 62, 2007)

- Ganiveta. Antologia poètica 1964-2011 (Palma de Mallorca: Lleonard Muntaner, 152 pp. ISBN 8415076983, ISBN 9788415076988 2012)

### Antologada como poeta
*
 Europa és una dona / Europe Is a Woman, con la cura de Anna Aguilar Amat (Bellaterra: Servicio de Publicaciones de la Universidad Autónoma de Barcelona, 2007)
* Eròtiques i despentinades. Un recorregut de cent anys per la poesia catalana amb veu de dona, con ilustraciones de Maria Montes. Dàctil Poesia 26. (Tarragona: Arola Editors, 2008)
* Les vaques magres. Bouesia 2007 (Tarragona: Arola Editors, 2008)

### Novela
- Potala (Barcelona: Laia, 1986)

- No em dic Raquel (Barcelona: Laia, 1989)

- La dona liquada (Barcelona: Columna, 1990)

- Rímmel (Barcelona: Columna - Edicions de l'Eixample, 1994)

- Amor congelat (Tarragona: El Mèdol, 1997)

- Tòrrida tardor (Tarragona: El Mèdol, 1997)

- Els dies infinits (Barcelona: Columna, edición ilustrada, 167 pp. ISBN 8466400753, ISBN 9788466400756 2001)

- Sense alè (Barcelona: Edicions de 1984, tres premios: Ciutat de Barcelona, el Serra d'Or,[4] XLII Crexells de novela 2012)[3]

### Narrativa infantil y juvenil
- La marieta i el pi (Mariquilla y El Pino / Mariquilla and the Pine Tree) (Caballo Alado Series, Al Paso. Ilustró Lluís Filella. Edición ilustrada de Combel Ed. 24 pp. ISBN 8478646450, ISBN 9788478646456 2003)[5]

- La marieta i el pi (Barcelona: Combel, colección El cavall volador, sèrie Pas, 2002)

- La marieta i la neu (Barcelona: Combel, colección El cavall volador, sèrie Pas, 2002)

- La marieta i la festa major (Barcelona: Combel, colección El cavall volador, sèrie Pas, 2002)

- La marieta i la nit (Barcelona: Combel, colección El cavall volador, sèrie Pas, 2002)

### Teatro
- Contaminació, lectura dramatizada en el SGAE, en 2009

### Crítica literaria, ensayo / ediciones curadas por la autora
- Joan Parés: obra: 1956-1992 (Con Joan Parés, edición ilustrada de BPR Publishers, 17 pp. ISBN 8460486818, ISBN 9788460486817 1993)

- Homenatge a Maria-Mercè Marçal, diversos autores (Barcelona: Empúries, 1998)

- "Virgina Woolf - Vita Sackville-West: Fascinacions transferides", conferencia dramatizada del ciclo "Cartografies del desig - 15 escriptors i el seu món", Casa Elizalde, Barcelona, 1997; en el libro colectivo Cartografies del desig. Quinze escriptores i el seu món (Barcelona: Proa, La Mirada, 1997)

- "Contra l'oblit. Montserrat Roig - Anne Frank", 2º ciclo "Cartografies del desig", Casa Elizalde, Barcelona, 1998; en el libro Memòria de l'aigua. Onze escriptores i el seu món (Barcelona: Proa, La Mirada, 1999)

- "La claror (La paraula en Maria-Mercè Marçal)", dentro de Llengua abolida. Primer encontre de creadors (Lérida: Ayuntamiento de Lérida, 2000)

- Les vacants. Antologia de textos de dones del segle XX (Barcelona: March Editor, 2005)

- "Màscares sota la lluna - Víctor Català - Grazia Deledda", 3r cicle "Cartografies del desig", 2001. Teatre l'Espai, Barcelona. Comitato Nazionale Minoranze Etnico-Linguistiche in Italia, 2006

- Història de can Contijoch de Manlleu (homenaje y registro) (noviembre de 2008)

### Recetas, consejos y más
- Receptes per estimar. Tots els plats de sempre per viure millor. Consells terapèutics, receptes detallades, con Enriqueta Mercadé (Barcelona: Ara Llibres, 2003)

- Més receptes per estimar, con Enriqueta Mercadé (Barcelona: Ara Llibres, 2007)

### Cartas
- Cartas de Josefa Contijoch Pratdesaba a Concha Lagos. 13 pp. (1962)

### Traducciones hechas por la autora
del francés:
- Bernard Pozier i Serge Patrice Thibodeau: Una finestra gebrada, junto con otros traductores y escritores, Seminari de Traducció Poètica de Farrera VII (Institució de les Lletres Catalanes / Emboscall, 2004)

- Sarah Kofman: Carrer Ordener, carrer Labat, traducción con Yael Langella (Palma de Mallorca: Lleonard Muntaner, 2005)

- Postfaci "Encuentro con Djuna Barnes", entrevista de Michèle Causse a Djuna Barnes dins El almanaque de las mujeres, de Djuna Barnes. Edición de Isabel Franc (Barcelona-Madrid: Egales, 2008)

- Lydia Flem: Com vaig buidar la casa dels meus pares (Palma de Mallorca: Lleonard Muntaner, 2009)